# IC 4369
IC 4369 ist eine Spiralgalaxie vom Hubble-Typ Sbc? im Sternbild Jagdhunde am Nordsternhimmel. Sie ist rund 857 Millionen Lichtjahre von der Milchstraße entfernt.
Das Objekt wurde am 3. Juli 1896 von Stéphane Javelle entdeckt.